# Bandō (Ibaraki)
Pour les articles homonymes, voir Bando.
Bandō (坂東市, Bandō-shi) est une ville située dans la préfecture d'Ibaraki, sur l'île de Honshū, au Japon.

## Géographie

### Situation
Bandō se situe dans l'ouest de la préfecture d'Ibaraki, à environ 50 km au nord-est de Tokyo.

### Municipalités limitrophes
| Koga  | Yachiyo | Jōsō |
| Sakai | Bandō   | Jōsō |
| Noda  | Noda    | Jōsō |

### Démographie
En août 2020, la population de Bandō était estimée à 53 687 habitants, répartis sur une superficie de 123,03 km2.

### Climat
Bandō a un climat continental humide caractérisé par des étés chauds et des hivers frais avec de légères chutes de neige. La température moyenne annuelle à Bandō est de 14,3 °C. La pluviométrie annuelle moyenne est de 1 316 mm, septembre étant le mois le plus humide.

### Hydrographie
La ville est bordée par le fleuve Tone au sud-ouest.

## Histoire
La region actuelle de Bandō faisait partie de la province de Shimōsa. La ville moderne de Bandō a été créée en 2005 de la fusion de la ville d'Iwai et du bourg de Sashima.

## Culture locale et patrimoine
- château de Sakasai.

## Jumelage
Bandō est jumelée avec la ville américaine de Pine Bluff en Arkansas.